# Avitta lunifera
Avitta lunifera är en fjärilsart som beskrevs av Druce 1888. Avitta lunifera ingår i släktet Avitta och familjen nattflyn. Inga underarter finns listade i Catalogue of Life.